# Bressan
Pour les articles homonymes, voir Bressan (homonymie).
Le bressan est un dialecte du francoprovençal ou arpitan. Il s'agit d'un parler francoprovençal qu'on rencontre dans la Bresse dite savoyarde (ou « Bresse bressane », « Bresse du Sud », dans l'Ain, territoire savoyard devenu français en 1601), mais aussi dans le sud de la Bresse bourguignonne (au sud de Louhans, en Saône-et-Loire, dont la limite avec les parlers d'oïl suit presque le cours de la  Seille, avec certaines communes situées au nord de celle-ci mais qui sont bien francoprovençales.

## Le bressan auXXIesiècle
Il a été la langue de communication informelle dans les campagnes de Bresse jusque dans les années 1970. À quelques exceptions près, les personnes les plus jeunes encore capables de parler le bressan sont toutes nées dans les années 1930 ou 1940. Mais dans l'aire francoprovençale, la Bresse est une région où les parlers vernaculaires se sont conservés relativement longtemps. L'intérêt pour la langue a été maintenu par différents groupes de patoisants qui ont édité différents glossaires ou recueils de chants et histoires (groupes de Saint-Étienne-du-Bois, Saint-Trivier-de-Courtes, Viriat, Manziat), mais aussi par la publication régulière de dictons et proverbes dans l'hebdomadaire régional de la Voix de l'Ain. Les locuteurs, qui tendent parfois à plus insister sur leurs différences que sur leurs ressemblances, font souvent référence aux variations de prononciation entre le sud du domaine des parlers bressans et la Haute-Bresse (nord de la Bresse dite savoyarde, sud de la Bresse louhannaise), où, par exemple, le son « è » se prononce « in ». Ces différences sont toutefois minimes et ne gênent guère l'intercompréhension. 
Langue essentiellement orale, le bressan n'en a pas moins été régulièrement écrit. Dans la zone francoprovençale, la Bresse s'est illustrée littérairement en particulier au XVIIe siècle, avec le théâtre, et a donné lieu à des œuvres considérées comme majeures, comme le long poème épique « La Piémontaise ».
En 2006, la traduction en francoprovençal bressan d'un album de Tintin, Les bijoux de la Castafiore (Lé pèguelyon de la Castafiore) a suscité un regain d'intérêt pour ce patrimoine linguistique. Cette traduction, réalisée à partir du parler de Confrançon, village d'origine de Josine Meune (traductrice de l'album avec son fils, Manuel Meune), utilise une graphie semi-phonétique, adaptée de la graphie de Conflans mise au point par des Savoyards. En 2007, à la demande de l'humoriste Laurent Gerra, originaire de Bresse et scénariste des nouvelles aventures de Lucky Luke, les deux traducteurs ont réalisé la traduction de l'album La corde au cou, devenu en bressan Maryô donbin pèdu, ce qui signifie « Mariés ou pendus ». 
Outre les contes et histoires, il existe en Bresse de nombreux chants, dont le plus célèbre régionalement est la Saint-Martin (Sé-Martin), en référence à la date où les valets changeaient de ferme. Cette chanson, souvent chantée lors des fêtes des conscrits, est considérée comme « l'hymne régional » de la Bresse. Elle comprend différentes variantes, dans la prononciation ou dans l'agencement des couplets, mais l'air ne varie guère. Au début du XXe siècle, Prosper Convert, dit « le barde bressan », s'est beaucoup impliqué dans la transmission de ce patrimoine chanté, transmis ensuite par différents groupes de danses bressanes.
Le parler de la Bresse bourguignonne qu'on nomme aussi patois bourguignon comporte de nombreuses similitudes de vocabulaire et de syntaxe avec le Vaudois de Suisse[réf. nécessaire]. Encore vivant aujourd'hui, il a pu subsister grâce notamment au journal L'Independant du Louhannais et aux publications annexes (le journal avait un éditorial en bressan, mais les nouvelles étaient en français), même si ces publications se sont depuis arrêtées.

## Exemple de texte en francoprovençal bressan
La Sé-Martin
Vetia la sé Martin qu'aprushe
Neutron vole dà s'ênalo,
Che nous pardin neutron vole
Nous pardin tout,
Nous fazhin mauvais moineazhou
Ma pi vous.
Tralalalala, lalalalala
Tralalalala, lalalalala
Vu-t-on chava ch que nous mèzhin
Quê nous sint tui vé la maijon,
Lou vole pi neutre maitrecha
Ont de pon bian ;
Lou minnou nea quemê de treafa
Peuvrou Zhon !
Vu-t-on chava che que nous bavin,
Què nous chin tui vé la maijon,
Lou vole pi neutra maitrecha
Vont u ponchon ;
Ma de bavou à la chelieta
Pauvrou Zhon !
Queran vous bin quemê nous cushin,
Qué nous sint tui vè la aijon,
Lou vole pi neutra maitrecha
Ont de lia blanc ;
Pi ma de cushou su la mata
Peuvrou Zhon !
Apré cé saite-vous la sheuja
Que me crive lou me lu coeu,
Et quê lou vole pi la maitrecha,
Font ê chœur,
Femau lou fregon, la panoucha
L'amadeu.
Vouzhèdra vous tui que m'équetau
Reteni biê chela leçon :
Cozi toujhou là laide fena
Tin chon rang,
Tie que de che n'pumou, la brova
Fa on Zhon !

### Traduction française
Voilà la Saint-Martin qui approche
Notre valet doit s'en aller,
Si nous perdons notre valet
Nous perdons tout,
Nous ferons mauvais ménage
Moi et vous.
Veut-on savoir ce que nous mangeons,
Quand nous sommes tous à la maison,
Le valet et notre maîtresse
Ont du pain blanc ;
Le mien est noir comme du tourteau
Pauvre Jean !
Veut-on savoir ce que nous buvons,
Quand nous sommes tous à la maison,
Le valet et notre maîtresse
Vont au tonneau ;
Moi je bois à la seillette
Pauvre Jean !
Croiriez-vous bien comment nous couchons
Quand nous sommes tous à la maison,
Le valet et notre maîtresse
Ont des lits blancs :
Et moi je couche sur la mate
Pauvre Jean !
Après cela, savez-vous la chose
Qui me crève le plus le cœur,
C'est quand le valet et la maîtresse
Font en chœur
Fumer le fourgon, la panosse,
Et l'amadou.
Maintenant tous qui m'écoutez
Retenez bien cette leçon :
Presque toujours la laide femme
Tient son rang,
Là où de son mari, la belle
Fait un Jean !